# 2002年ソルトレークシティオリンピックのクロアチア選手団
2002年ソルトレークシティオリンピックのクロアチア選手団（2002ねんソルトレークシティオリンピックのクロアチアせんしゅだん）は、2002年2月8日から2月24日までアメリカ合衆国のソルトレイクシティで開催された2002年ソルトレークシティオリンピックのクロアチア選手団、およびその競技結果。

## 概要
今大会は金メダル3個、銀メダル1個、計4個のメダルを獲得した。
アルペンスキーでは、ヤニツァ・コステリッチが女子回転、女子大回転、女子複合で金メダルを獲得し3冠を達成、クロアチアに冬季オリンピック初のメダルをもたらした。

## メダル
| メダル | 選手名                 | 競技           | 種目               |
| ------ | ---------------------- | -------------- | ------------------ |
| 金     | ヤニツァ・コステリッチ | アルペンスキー | 女子回転           |
| 金     | ヤニツァ・コステリッチ | アルペンスキー | 女子大回転         |
| 金     | ヤニツァ・コステリッチ | アルペンスキー | 女子複合           |
| 銀     | ヤニツァ・コステリッチ | アルペンスキー | 女子スーパー大回転 |